# 自抑法
《自抑法》或譯《自我否定條例》，是英格兰议会在1645年4月3日通过的法案，限制先前的法律或规则创建者在稍后的执法机构中续存，以维护法律规则在执行过程中的独立性与公正性。在英国内战及法国大革命中，此条例曾数次出现。其后在美国等国家，作为一种立法原则而存在。

## 外部連結
- Summary from British Civil Wars Reference （页面存档备份，存于）
- Detailed Lesson from the Baldwin Project （页面存档备份，存于）
- History of the Great Civil War, 1642–1649, by S. R. Gardiner (1889) （页面存档备份，存于）
- Text of the second ordinance （页面存档备份，存于）